# Connacht

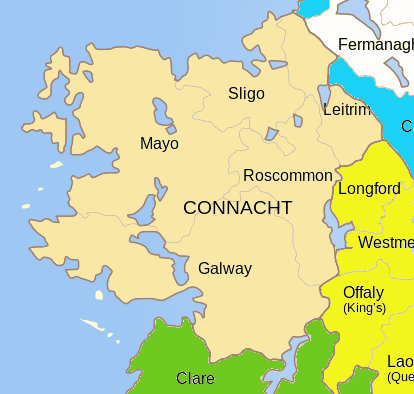
Comtats de Connacht

Connacht (gaèlic irlandès: Connachta, /ˈkɒnɔːt/), també amb la grafia Connaught, és la província occidental d'Irlanda, que comprèn els comtats de Galway, Leitrim, Mayo, Roscommon i Sligo.

## Etimologia
El nom Connacht deriva de la dinastia Connachta, que afirmava ser descendent del rei mític Conn de les Cent Batalles. El nom Connachta vol dir 'els descendents de Conn'. Abans de l'existència d'aquesta dinastia, la província rebia el nom de Cóiced Ol nEchmacht.
En irlandès la província sol dir-se Cúige Chonnacht. Cúige denota una 'porció'. Pel fet que Irlanda era dividida en cinc regnes majors, el terme denota 'una cinquena part' del territori de l'illa. Les altres cinquenes parts eren Ulaid, Mide, Laighin i Mumhan. Regnes importants com els d'Aileach, Brega, Osraighe i Ui Maine mai van obtenir l'estatut de cinquena part, tot i que foren reconeguts com a regnes tan poderosos com les cinquenes parts.
Durant el govern britànic, s'usà oficialment la pronunciació alternativa anglitzada Connaught. El 1874, la reina Victòria atorgà el títol de duc de Connaught al seu tercer fill, i podia traçar una descendència des dels Connachta.

## Geografia física

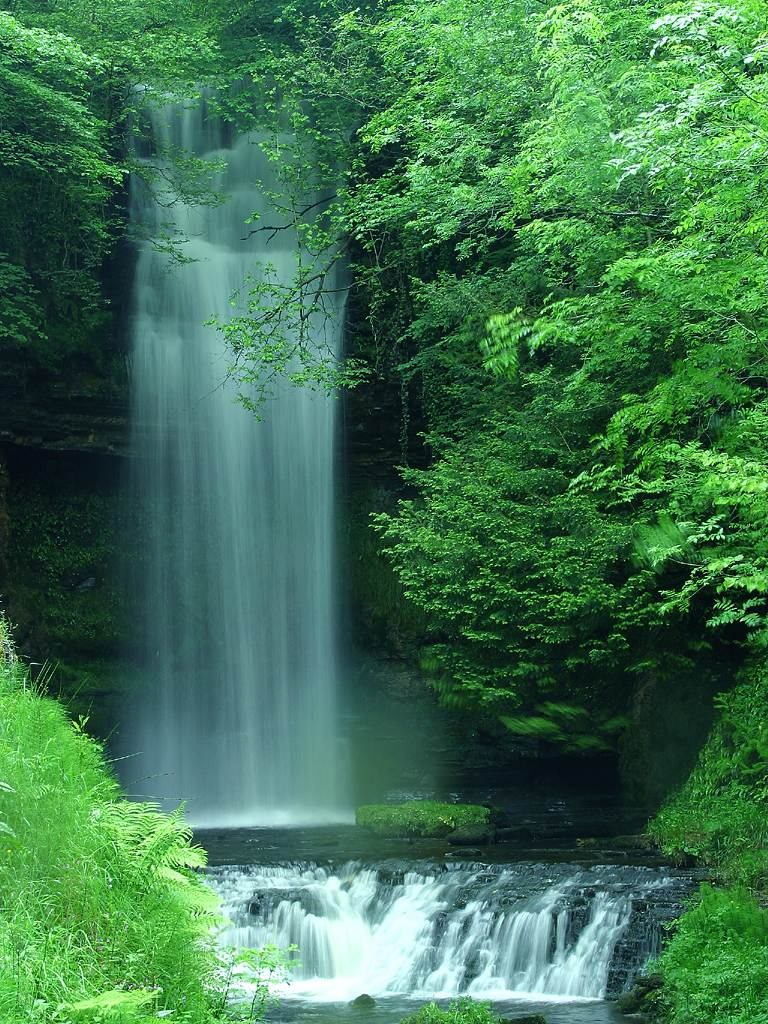
Cascada de Glencar a Glencar Lough, Leitrim

El punt més alt de Connacht és Mweelrea (814 m), al comtat de Mayo. Als seus peus es troba l'únic fiord natural d'Irlanda, Killary Harbour. L'illa més gran de Connacht i de tota Irlanda és Achill. El llac més gran n'és Lough Corrib.
Bona part de la costa occidental -Connemara, Nephin, Erris- és força inhòspita i amb terres poc aptes per al conreu, però són d'una gran bellesa. Hi ha les principals àrees muntanyenques de Connacht, incloses Twelve Bens, Maumturks, Mweelrea, Croagh Patrick, Nephin Beg, Ox Mountains i Dartry Mountains. Entre els principals rius de la província, podem destacar el Moy, Corrib, Shannon, Lough Mask, Lough Melvin, Lough Allen i Lough Gill.
El Parc nacional de Connemara es troba al comtat de Galway. Les Illes Aran, on hom hi pot trobar la fortificació prehistòrica de Dún Aonghasa, és una destinació turística habitual des del segle xix.

## Àrea gaèlica
L'irlandès és parlat a les àrees Gaeltacht dels comtats de Mayo i Galway, la més gran a l'oest de Galway. La Gaeltacht de Galway és la més gran de les àrees de parla iarlandesa i comprèn Cois Fharraige, parts de Connemara, Conamara Theas, Illes Aran, Dúithche Sheoigeach i Gaeltacht ciutat de Galway. Les àrees de parla irlandesa a Mayo són a Iorras i Acaill. Segons el cens irlandès de 2011, el gaèlic és parlat com a llengua quotidiana per 14.600 persones.
Hi ha entre 40.000 i 50.000 parlants d'Irlandès a la província, d'ells 30.978 a la Gaeltacht de Galway i 6.667 a la Gaeltacht de Mayo. Hi ha també 4.265 alumnes a les 18 Gaelscoils (escoles primàries en irlandès) i 3 Gaelcholáiste (escoles secundàries en irlandès) fora del territori de les Gaeltacht. Entre el 7% i el 10% dels habitants de la província són parlants nadius d'irlandès que o bé viuen a la Gaeltacht, reben l'educació en irlandès o bé no viuen a la Gaeltacht però viuen a la província.

## Principals ciutats
L'àrea urbana més gran de Connacht és la ciutat de Galway, amb una població de 72.414 habitants al nucli urbà. Altres ciutats importants són:
| # | Ciutat      | Comtat              | Població |
| - | ----------- | ------------------- | -------- |
| 1 | Sligo       | Comtat de Sligo     | 25.892   |
| 2 | Castlebar   | Comtat de Mayo      | 15.214   |
| 3 | Tubbercurry | Comtat de Sligo     | 12.801   |
| 4 | Bearna      | Comtat de Galway    | 12.792   |
| 5 | Ballina     | Comtat de Mayo      | 10.056   |
| 6 | Westport    | Comtat de Mayo      | 5.140    |
| 7 | Loughrea    | Comtat de Galway    | 4.532    |
| 8 | Boyle       | Comtat de Roscommon | 4.121    |
| 9 | Riverstown  | Comtat de Sligo     | 3.513    |